# Opel Flextreme GT/E
La Opel Flextreme GT/E è una concept car prodotta dalla casa automobilistica tedesca Opel, presentata al salone dell'automobile di Ginevra nel 2010. Il prototipo si basava sul powertrain GM Voltec.

## Profilo e tecnica
Nello sviluppo del veicolo, particolare attenzione è stata data alla resistenza all'aria, con un {\displaystyle C_{x}} di soli 0,22 e un'altezza del veicolo di 1,3 m per ottimizzare e ridurre i consumi. Il corpo vettura, per ridurre il peso, è costruito in fibre di carbonio plastiche rinforzate, con parti del telaio in alluminio e superfici trasparenti realizzate in policarbonato.
Esteriormente la vettura presenta le portiere controvento come la Meriva denominate Flexdoors, pneumatici a bassa resistenza al rotolamento da 195/45 che calzano cerchi da 21 pollici e vi sono delle paratie laterali che fuoriescono oltre i 50 km/h per ottimizzare e ridurre le turbolenze delle correnti d'aria.
Il sistema propulsivo è composto da un motore elettrico alimentato da batterie al litio con capacità da 16 kWh, permettendo un'autonomia di 60 km. Quando le batterie si scaricano, entra in funzione un motore 1,4 litri da 72 CV a benzina che fa da generatore, portando l'autonomia totale a 500 km e costituendo un sistema ibrido plug in. Il consumo medio è di 1,6 litri per 100 chilometri. L'anidride carbonica prodotta è pari a 40 g/km. La Flextreme ha una velocità massima di 200 km/h, con lo 0 a 100 km/h che viene coperto in 9 secondi.